# Louis Leo Snyder
Louis Leo Snyder (1907-25 de noviembre de 1993) fue un historiador estadounidense, experto en el estudio de los nacionalismos europeos y la Alemania nazi.
Fue autor de obras como Hitlerism, the Iron Fist in Germany (1932), From Bismarck to Hitler; the background of modern German nationalism (1935), Race, a history of modern ethnic theories (1939), German Nationalism: The Tragedy of a People, The Meaning of Nationalism (1954), The War: A Concise History, 1939–1945 (Julian Messner, 1960), prologado por Eric Sevareid, The Blood and Iron Chancellor, una biografía de Otto von Bismarck, The New Nationalism, The Dreyfus Case (1973), sobre el famoso caso Dreyfus, Encyclopedia of the Third Reich: Varieties of German Nationalism (1976), Roots of German Nationalism (1978), Diplomacy in Iron, o Hitler's Elite (1989), entre otras muchas.